# Решительный (большой противолодочный корабль)
«Решительный» — большой противолодочный корабль (БПК) проекта 61 Черноморского флота ВМФ СССР и ВМФ России.

## Служба
БПК «Решительный» проекта 61 был заложен 25.06.1965 года на Заводе имени 61 коммунара в Николаеве (строительный № 1707). Спущен на воду 30.06.1966 года. 24.01.1967 года был зачислен в списки кораблей ВМФ. Вступил в строй 30.12.1967 года. 11.01.1968 года был включен в состав Краснознамённого Черноморского флота ВС СССР в 21-ю бригаду противолодочных кораблей, которая с 1969 года вошла в состав 30-й ДиНК.

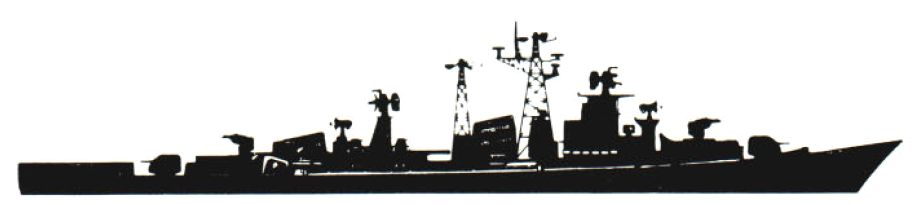
Таблица распознавания НАТО, 1987 Kashin-class destroyer

Бортовые номера 529, 536, 724, 758, 818. Участвовал в боевых службах в переменном составе 5-й Средиземноморской оперативной эскадры.
7-31 июня 1967 года, во время Шестидневной войны и 1 апреля — 31 декабря 1968 года во время Войны на истощение, находясь в зоне военных действий, выполнял боевую задачу по оказанию помощи вооруженным силам Египта.
9-12 августа 1969 года нанес визит в Варну (Болгария).
14-18 декабря 1971 года нанес визит в Латакию (Сирия).
3-12 июня 1976 года участвовал в военно-морских стратегических учениях ВМФ СССР «Крым-76»в акватории Средиземного моря.
6-9 октября 1978 года нанес визит в Мессину (Италия), 16-20 ноября 1978 года нанес визит в Стамбул (Турция).
Потом корабль несколько лет базировался на Поти, на его борту обучались экипажи для строящихся индийских проекта 61. По возвращении в Севастополь «Решительный» вошёл в состав 30-й дивизии надводных кораблей.
14 октября 1986 года в 2 часа 29 минут произошло возгорание в носовом машинном отделении — НМО трубы инжекции газотурбинного генератора — ГТГ 6М2 № 2. Пожар длился три часа. После ЧП на корабле было принято решение провести его полную модернизацию на Заводе имени 61 коммунара в Николаеве.
С 1 ноября 1989 года «Решительный» был выведен из боевого состава КЧФ, законсервирован и поставлен на отстой к причалу Троицкой балки Севастополя. Включён в состав 63-й бригады кораблей резерва.
8 июля 1996 года корабль был выведен из боевого состава. Продан частной фирме на металл и в 1998 году был отбуксирован на разделку в Алиагу (Турция).

## Командиры
- капитан 3-го ранга Гришанов, Владимир Васильевич (октябрь 1974 — август 1976),
- капитан 3-го ранга, капитан 3-го ранга Леберянский, Павел Михайлович (1984—1987).